# Remus Furdui
Remus Furdui (n. 1888 Câmpeni, d. 1942, Câmpeni) a fost un deputat în Marea Adunare Națională de la Alba Iulia, organismul legislativ reprezentativ al „tuturor românilor din Transilvania, Banat și Țara Ungurească”, cel care a adoptat hotărârea privind Unirea Transilvaniei cu România, la 1 decembrie 1918.

## Biografie
Remus Furdui s-a născut la Câmpeni, și a fost delegat al Cercului Trascău. A urmat Facultatea de drept la Cluj, a fost avocat in Câmpeni. A decedat la Câmpeni, în 1942.

## Studii
A urmat Facultatea de Drept la Cluj. După terminarea studiilor a obținut calitatea de avocat, practicând avocatura la Câmpeni.

## Activitatea politică
Printre altele a funcționat ca prim epitrop al bisericii ortodoxe Câmpeni-Deal. A fost desemnat ca delegat titular al cercului electoral Trascău, la Adunarea Națională de la Alba Iulia.